# Batsí (Salamine)
Batsí, en grec moderne : Μπατσί, est un village du dème de Salamine, en Attique, Grèce.
Selon le recensement de 2011, la population de la localité s'élève à 235 habitants.